# Conte Waldegrave

Stemma dei Conti Waldegrave

Conte Waldegrave è un titolo nel Pari della Gran Bretagna. È stato creato nel 1729 per James Waldegrave, II barone Waldegrave. La famiglia Waldegrave discende da Sir Richard Waldegrave, il presidente della Camera dei comuni (1381-1382). Suo figlio e omonimo, Sir Richard Waldegrave, era un soldato e combatté nella Guerra dei cent'anni. Il suo discendente Sir Edward Waldegrave è stato un politico e cortigiano. Durante il regno di Maria I, ricevette la tenuta Chewton, nel Somerset. Tuttavia, Waldegrave fu imprigionato nella Torre di Londra dopo l'ascesa della regina Elisabetta I, dove morì nel 1561. Suo nipote Edward Waldegrave combatté nella guerra civile, nonostante la sua età avanzata. Nel 1643 è stato creato baronetto di Hever Castle, nella Contea di Kent.
Il suo pronipote, il quarto Baronetto, sposò Henrietta FitzJames, figlia illegittima di Giacomo II e della sua amante Arabella Churchill. Grazie a questo matrimonio Waldegrave fu elevato al Pari d'Inghilterra come barone Waldegrave, nella contea di Somerset. Gli succedette il figlio, il secondo barone, che fu Ambasciatore presso il Sacro Romano Impero e in Francia. Nel 1729 fu creato visconte Chewton e conte Waldegrave nel pari di Gran Bretagna. Alla sua morte i titoli passarono a suo figlio, il secondo conte. Egli sposò Mary Walpole, figlia illegittima di Edward Walpole, figlio del primo ministro Sir Robert Walpole. Morì senza eredi maschi e gli succedette suo fratello minore, il terzo conte. Egli era un generale dell'esercito e ha anche tenuto una carica politica. Alla sua morte i titoli passarono al figlio maggiore, il quarto conte. Ha combattuto nella guerra d'indipendenza americana e rappresentò Newcastle-under-Lyme nella Camera dei comuni.
Suo figlio maggiore, il quinto conte, morì per annegamento, all'età di nove anni. Gli succedette il fratello minore, il sesto conte. Egli era un soldato e comandò il 54º Reggimento di fanteria alla battaglia di Waterloo. Gli succedette il primogenito legittimo, il settimo conte. Morì senza figli in tenera età e gli succedette suo zio, l'ottavo conte. Era un vice ammiraglio della Royal Navy e membro del Parlamento per Bedford. Suo figlio maggiore morì nel 1854 per le ferite ricevute in battaglia di Alma durante la guerra di Crimea. A lui succedette il nipote, il nono conte. Era un politico conservatore e prestò servizio come capitano della Yeomen (1896-1905). Gli succedette il suo unico figlio, il decimo conte. Non si sposò mai e alla sua morte nel 1933 il titolo passò a suo zio, l'undicesimo conte. Alla sua morte i titoli passati al suo unico figlio, il dodicesimo conte, che prestò servizio in qualità di Joint Sottosegretario di Stato al Ministero dell'agricoltura, della pesca e dell'alimentazione (1957-1962) e ricoprì la carica onoraria di Lord Guardiano degli Stannaries (1965-1976). A partire dal 2010 i titoli sono detenuti da suo figlio maggiore, il tredicesimo conte. Il più famoso membro della famiglia oggi è il suo fratello minore William Waldegrave (n. 1946), chi stato membro del gabinetto di John Major negli anni 1990, e nel 1999 fu creato Barone Waldegrave di North Hill.
La residenza ufficiale è Chewton House, nel Somerset. La famiglia possedeva, anche, il castello di Hever.

## Baronetti di Hever Castle (1643)
- Sir Edward Waldegrave, I Baronetto (1568-1650)
- Sir Henry Waldegrave, II Baronetto (1598-1658)
- Sir Charles Waldegrave, III Baronetto (dc 1684)
- Sir Henry Waldegrave, IV baronetto (1661-1689) (creato barone Waldegrave nel 1686)

## Baroni Waldegrave (1686)
- Henry Waldegrave, I barone Waldegrave (1661-1689)
- James Waldegrave, II barone Waldegrave (1684-1742) (creato conte Waldegrave nel 1729)

## Conti Waldegrave (1729)
- James Waldegrave, I conte Waldegrave (1684-1742)
- James Waldegrave, II conte Waldegrave (1715-1763)
- John Waldegrave, III conte Waldegrave (1718-1784)
- George Waldegrave, IV conte Waldegrave (1751-1789)
- George Waldegrave, V conte Waldegrave (1784-1794)
- John Waldegrave, VI conte Waldegrave (1785-1835)
- George Waldegrave, VII conte Waldegrave (1816-1846)
- William Waldegrave, VIII conte Waldegrave (1788-1859)
- William Waldegrave, IX conte Waldegrave (1851-1930)
- William Waldegrave, X conte Waldegrave (1882-1933)
- Henry Waldegrave, XI conte Waldegrave (1854-1936)
- Geoffrey Waldegrave, XII conte Waldegrave (1905-1995)
- James Waldegrave, XIII conte Waldegrave (1940)

L'erede è il figlio maggiore dell'attuale conte, Edward Robert Waldegrave, visconte Chewton (1986).